# Poospiza
Poospiza är ett fågelsläkte i familjen tangaror inom ordningen tättingar. Släktet har genomgått kraftiga förändringar efter genetiska studier och omfattar idag vanligen följande tio arter:
- Rostbröstad tangara (P. nigrorufa)
- Kastanjetangara (P. whitii) – behandlas av vissa som underart till nigrorufa[3]
- Boliviatangara (P. boliviana)
- Argentinatangara (P. ornata)
- Kusttangara (P. hispaniolensis)
- Sotmaskad tangara (P. rubecula)
- Cochabambatangara (P. garleppi) – tidigare i Compsospiza
- Tucumántangara (P. baeri) – tidigare i Compsospiza
- Skifferryggig tangara (P. goeringi) – tidigare i Hemispingus
- Chusqueatangara (P. rufosuperciliaris) – tidigare i Hemispingus

Ytterligare ett antal arter placerades tidigare i Poospiza, men har visats sig stå närmare Thlypopsis, Cypsnagra och Donacospiza och förs nu till andra släkten:
- Kastanjebröstad tangara (Castanozoster thoracica)
- Gråsidig tangara (Poospizopsis caesar)
- Rostsidig tangara (Poospizopsis hypochondria)
- Rostgumpad tangara (Mitrospingus lateralis)
- Gråstrupig tangara (Mitrospingus cabanisi)
- Yungastangara (Mitrospingus erythrophrys)
- Marañóntangara (Mitrospingus alticola)
- Svartbröstad tangara (Mitrospingus torquatus)
- Chacotangara (Mitrospingus melanoleucus)
- Cerradotangara (Mitrospingus cinereus)